# USS Doran (DD-634)
Эскадренный миноносец «Доран» (англ. USS Doran (DD-634)) — американский эсминец типа Gleaves. Он и DD-635, отличались увеличенными шириной, запасом топлива и проектным водоизмещением (включён перегруз).

## Постройка
Заложен на верфи Boston Navy Yard, Бостон 14 июня 1941 года. Спущен 10 декабря 1941 года, вступил в строй 4 августа 1942 года.

## Служба
C 30 мая 1945 года быстроходный тральщик DMS-41.
Выведен в резерв 29 января 1947 года.
С 15 июля 1955 года снова эсминец DD 634.
Из ВМС США исключён 15 января 1972 года.
Продан 27 августа 1973 года фирме «Zidell Explorations Inc.» в Портленд и разобран на слом.